# Подпечан, Душан
Душан Подпечан (словен. Dušan Podpečan; род. 12 октября 1975, Целе) — словенский гандболист, выступавший на позиции вратаря за сборную Словении. Серебряный призёр чемпионата Европы 2004 года.

## Карьера

### Клубная
Подпечан начал карьеру во флагмане словенского гандбола — «Целе» (ранее известном как «Пивоварна Ласко»), дебютировав в сезоне 1995/1996. В его активе титулы чемпиона и обладателя Кубка Словении 1996, 1997, 1998 и 2000 годов. Однако Душан проигрывал конкуренцию Деяну Перичу, вследствие чего уехал в «Велику-Неделю» в 2000 году.
В 2002 году он перешёл в «Мобител Пруле 67» из Любляны, а в 2004 году в «Горенье» из Веленья. Неудачи преследовали его довольно долго, но в 2007 году Подпечан перешёл снова в «Целе»: место ему освободил уехавший в «Вальдядолид» голкипер Грегор Лоргер. С «Целе» он выиграл в 2007 году и чемпионат, и кубок, но проиграл конкуренцию Горазду Шкофу и летом 2007 года уехал в Швейцарию, где играл за «Кадеттен» из Шаффхаузена. В 2009 году Душан вернулся в Словению в состав «Копера», выиграл с ним чемпионат и кубок в 2011 году, а в 2013 году завершил карьеру игрока.

### В сборной
За сборную Подпечан сыграл ровно 100 матчей, завоевав с ней серебряные медали чемпионата Европы 2004 года (в финале словенцы уступили сборной Германии). С командой он выступал на Олимпийских играх 2004 года, но словенцы проиграли там 4 матча из 5 и заняли только 11-е место. В преддверии чемпионата мира-2007 Подпечан был в расширенном списке сборной, но не попал в финальную заявку.